# Lannebert
Lannebert település Franciaországban, Côtes-d’Armor megyében. Lakosainak száma 431 fő (2022. január 1.). Lannebert Lanvollon, Gommenec’h, Goudelin, Pléguien, Pludual és Tréméven községekkel határos.

## Népesség
A település népességének változása:
| Lakosok száma | 342  | 381  | 353  | 394  | 451  | 454  | 443  | 437  | 439  | 431  |
|               | 1968 | 1982 | 1990 | 2006 | 2013 | 2015 | 2017 | 2019 | 2020 | 2022 |